# Karl Friedrich von Mecklenburg

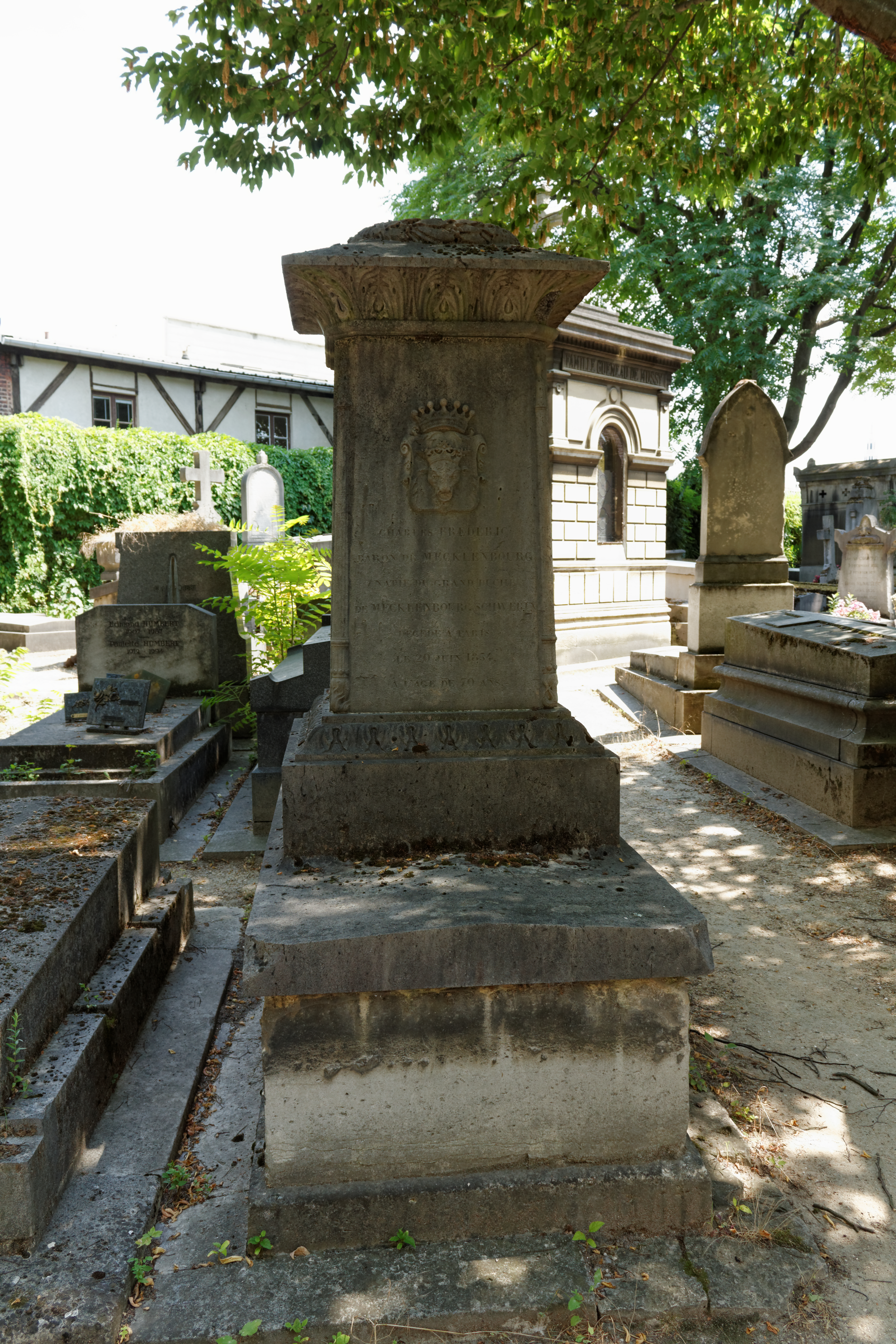
Grab von Karl Friedrich von Mecklenburg auf dem Pariser Friedhof Père-Lachaise

Karl Friedrich von Mecklenburg(* 23. Dezember 1784 in Lübzin; † 20. Juni 1854 in Paris) war ein deutscher Offizier, Spekulant und Kunstsammler.

## Leben
Karl Friedrich von Mecklenburg stammte aus dem mecklenburgischen Adelsgeschlecht von Mecklenburg. Er hatte zwei Schwestern und zwei Brüder, den schwedischen Generalmajor Philipp von Mecklenburg († 1841) sowie Heinrich von Mecklenburg (1771–1862) auf Pantlitz (Ahrenshagen-Daskow).
Schon in jungen Jahren schlug er die Offizierslaufbahn ein und erreichte in der preußischen Armee den Rang eines Kapitäns. Seit 1818 lebte er durchgehend in Paris, blieb jedoch preußischer Staatsangehöriger. In den 1830er Jahren lebte er am Boulevard des Italiens No 24. Durch geschickte Investitionen in französische Eisenbahn-Aktien und belgische Kohlegruben erwarb er sich ein beträchtliches Vermögen von zuletzt über 1 Million Francs. Er fand seine letzte Ruhestätte auf dem Pariser Friedhof Père-Lachaise.

## Prozess
Als er unverheiratet und ohne leibliche Nachkommen in Paris starb, kam es über ein Viertel seines Erbes, u. a. Gut Volksdorf im Krs. Grimmen, zu einem größeren und seinerzeit berühmten Rechtsstreit. Dabei ging es vor allem um die Frage des Internationalen Privatrechts, ob französisches oder preußisches Recht bei der Ermittlung der Erben anzuwenden sei, denn der Erblasser war kein französischer Staatsbürger geworden. Nach französischem Recht war eine minderjährige Großnichte Anna von Roeder (* 30. Mai 1844 in Ludwigsburg; † 26. Mai 1907 in Stuttgart), in Stuttgart, erbberechtigt, nach preußischen Recht hingegen nicht. Anna heiratete 1864 den K. u. K. Rittmeister d. R. Ferdinand Freiherr von König († 5. Oktober 1900 in Fachsenfeld) und war die Enkeltochter des Generalmajors Eugen von Roeder-Schwende (1766–1813) und der Julie von Mecklenburg-Lipsin (1775–1842), vormals Staatsdame der verstorbenen Königin Mathilde von Württemberg. Wegen seiner Präzedenzbedeutung im Erbfolgerecht wurde der Fall 1856 von August Ludwig Reyscher veröffentlicht, der in seinem Gutachten das Anrecht der Großnichte bejahte.
Die Rechtsfrage wurde letztendlich nicht vom französischen Cassationgerichtshof entschieden, sondern vielmehr gegen eine Abstandszahlung von 230 Tausend französischen Francs an das Mündel verglichen.

## Kunstsammlung
Karl Friedrich von Mecklenburg hatte im Laufe der Jahre eine qualitätvolle Sammlung an Alten Meistern, vor allem niederländischer Herkunft, zusammengetragen, die in seinem Todesjahr zu den berühmtesten Privatsammlungen in Paris zählte.
Das Deutsche Kunstblatt schrieb:

„Gleich manchen großen Herren hatte der Baron Freude an Bildern, ohne besondere Kenntnisse darin zu besitzen, ja man darf sogar behaupten, ohne seinem Andenken zu nahe zu treten, daß seine Freude daran großentheils auf das Eigenthumsgefühl sich beschränkte, indem er seit 1848, wo er einen Augenblick für seine Bilder gezittert und dieselben wohlverwahrt in Kisten an einen entlegenen Ort in Sicherheit brachte, später aber wieder zu sich nahm, sie keineswegs wieder aufstellte und kaum sich selbst, geschweige denn Jemand anders, den Anblick gönnte. Dieses ängstliche Geheimhalten seiner Schätze, ob nun berechnet oder nicht, war eine sehr kluge Maßregel, und dem Ruf der Sammlung im höchsten Grade förderlich; denn was über dieselbe bekannt wurde, ging nur von zwei bis drei Eingeweihten aus, die von Zeit zu Zeit spärliche, aber inhaltschwere Andeutungen fallen ließen, in Ziffern mehr noch als in Worten sich ausdrückend, wie für das eine oder das andere Bild dieser oder jener Hof glänzende Anerbietungen gemacht u.s.w. Von dem, was Niemand aus eigener Anschauung kannte, ließ sich nicht sprechen, somit auch nicht widersprechen, und so bildete sich allmählig um die hinter dem Vorhang gehaltene Sammlung ein Nimbus, der um so mehr Bestand gewonnen, als man wußte, daß zwei der ausgezeichnetsten Bilder, die in den letzten 20 Jahren zum Vorschein gekommen, der Pferdemarkt von Phil. Wouwerman, aus der Sammlung des Elysée, im J. 1837, und die Landschaft von Jan Both, aus der Versteigerung Perrégaux, im J. 1841 in die Mecklenburgische Sammlung übergegangen waren.“

Die 30 Gemälde wurden an vier Tagen öffentlich ausgestellt und am 11. Dezember 1854 im Hotel des Commissaires' Priseurs in Paris zugunsten des Nachlasses versteigert. Die Auktion erbrachte 356.230 Francs. Werke mit dieser Provenienz finden sich in zahlreichen bedeutenden Sammlungen. Dazu gehören:
- Nr. 3 Meindert Hobbema: Wassermühle, Louvre
- Nr. 4: Pieter de Hooch: Mutter mit ihren Kindern (A Woman with a Baby in Her Lap, and a Small Child), Aurora Art Fund, New York[10]
- Peter Paul Rubens: Philipp Rubens, der Bruder des Künstlers, heute im Detroit Institute of Arts[11]
- Nr. 14: Rembrandt-Umkreis: Porträt of a Young Man in a Broad-brimmed Hat, Shelburne Museum, Shelburne (Vermont)[12]
- Philips Wouwerman: Pferdemarkt, Wallace Collection, London

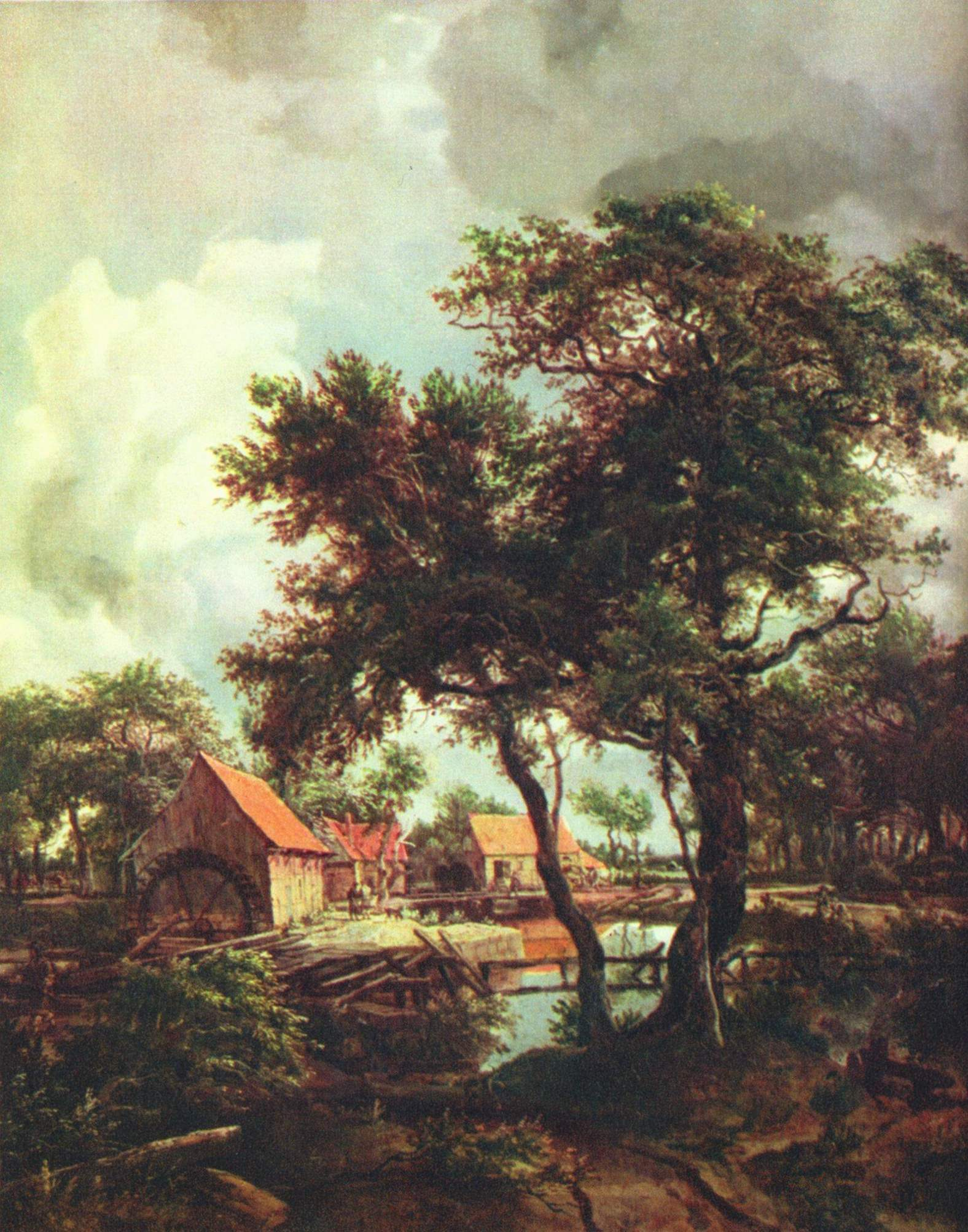
Hobbema: Mühle
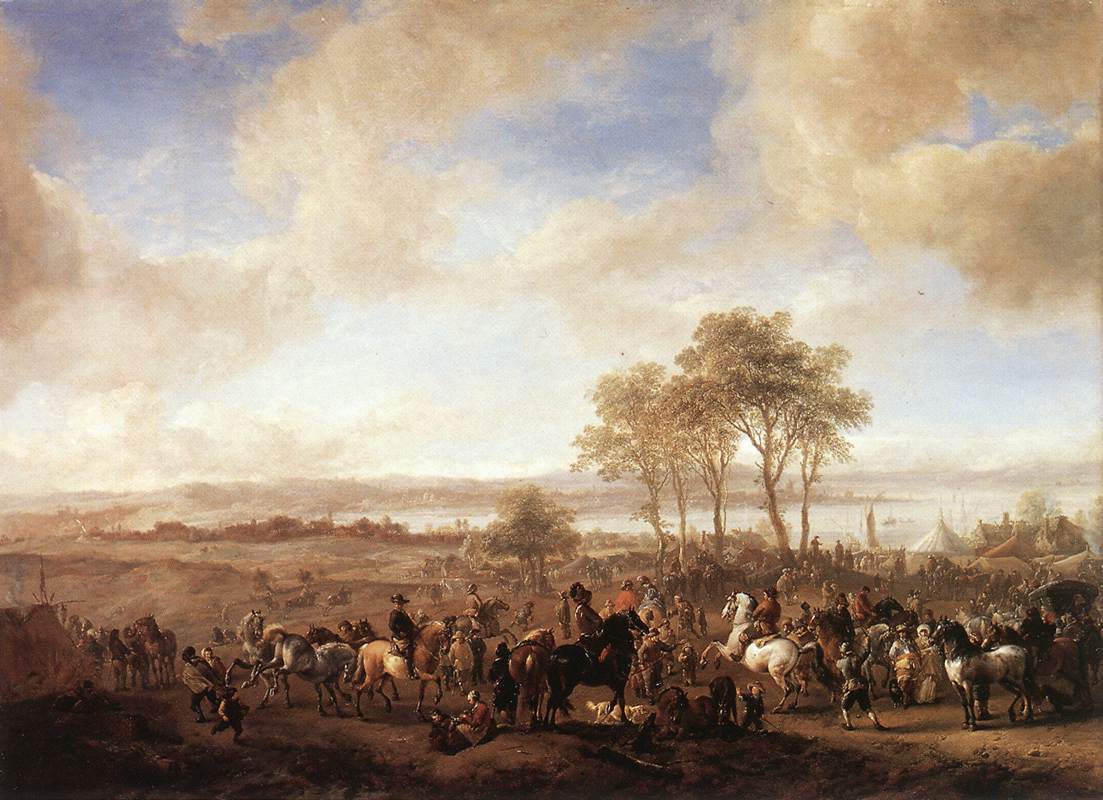
Wouwerman: Pferdemarkt